# Patinatge artístic als Jocs Olímpics d'hivern de 1988 - Individual femení
Als Jocs Olímpics d'Hivern de 1988 celebrats a la ciutat de Calgary (Canadà) es disputà una prova de patinatge artístic sobre gel en categoria femenina que formà part del programa oficial dels Jocs.
La competició se celebrà entre els dies 24 i 27 de febrer de 1988 a les instal·lacions de l'Olympic Saddledome.

## Comitès participants
Hi participaren un total de 31 patindores de 23 comitès nacionals diferents.
| - Austràlia (1) - Bèlgica (1) - Bulgària (1) - Canadà (2) - Corea del Nord (1) - Corea del Sud (1) - Espanya (1) - Estats Units (3) |  | - França (1) - Hongria (1) - Itàlia (1) - Iugoslàvia (1) - Japó (2) - Mèxic (1) - Regne Unit (2) - RDA (2) |  | - RFA (2) - Suècia (1) - Suïssa (1) - Txecoslovàquia (1) - Unió Soviètica (2) - R.P. de la Xina (1) - Xina Taipei (1) |

## Resum de medalles
| Or            | Argent           | Bronze      |
| Katarina Witt | Elizabeth Manley | Debi Thomas |

## Resultats
| Posició                           | Nom                 | CON             | F  | PC | PL | Pts. |
| --------------------------------- | ------------------- | --------------- | -- | -- | -- | ---- |
| 1                                 | Katarina Witt       | RDA             | 3  | 1  | 2  | 4.2  |
| 2                                 | Elizabeth Manley    | Canadà          | 4  | 3  | 1  | 4.6  |
| 3                                 | Debi Thomas         | Estats Units    | 2  | 2  | 4  | 6.0  |
| 4                                 | Jill Trenary        | Estats Units    | 5  | 6  | 5  | 10.4 |
| 5                                 | Midori Ito          | Japó            | 10 | 4  | 3  | 10.6 |
| 6                                 | Claudia Leistner    | RFA             | 6  | 9  | 6  | 13.2 |
| 7                                 | Kira Ivanova        | Unió Soviètica  | 1  | 10 | 9  | 13.6 |
| 8                                 | Anna Kondraixova    | Unió Soviètica  | 9  | 7  | 7  | 15.2 |
| 9                                 | Simone Koch         | RDA             | 14 | 8  | 8  | 19.6 |
| 10                                | Marina Kielmann     | RFA             | 12 | 11 | 10 | 19.6 |
| 11                                | Beatrice Gelmini    | Itàlia          | 15 | 17 | 11 | 26.8 |
| 12                                | Joanne Conway       | Regne Unit      | 8  | 18 | 16 | 28.0 |
| 13                                | Charlene Wong       | Canadà          | 18 | 14 | 13 | 29.4 |
| 14                                | Junko Yaginuma      | Japó            | 16 | 15 | 14 | 29.6 |
| 15                                | Stephanie Schmid    | Suïssa          | 21 | 16 | 12 | 31.0 |
| 16                                | Agnes Gosselin      | França          | 12 | 21 | 18 | 34.2 |
| 17                                | Katrien Pauwels     | Bèlgica         | 11 | 20 | 20 | 34.6 |
| 18                                | Yvonne Gómez        | Espanya         | 17 | 19 | 17 | 34.8 |
| 19                                | Tamara Teglassy     | Hongria         | 19 | 22 | 15 | 35.2 |
| 20                                | Iveta Voralova      | Txecoslovàquia  | 22 | 12 | 19 | 37.0 |
| 21                                | Lotta Falkenback    | Suècia          | 25 | 13 | 21 | 41.2 |
| 22                                | Zeljka Cizmesija    | Iugoslàvia      | 20 | 25 | 22 | 44.0 |
| 23                                | Gina Fulton         | Regne Unit      | 24 | 24 | 23 | 47.0 |
| No realitzaren el programa lliure |                     |                 |    |    |    |      |
| 24                                | Tracy Brook         | Austràlia       | 26 | 23 |    |      |
| 25                                | Yibing Jiang        | R.P. de la Xina | 23 | 28 |    |      |
| 26                                | Sung-Jun Byun       | Corea del Sud   | 27 | 30 |    |      |
| 27                                | Petia Gavazova      | Bulgària        | 30 | 26 |    |      |
| 28                                | Pauline Chen Lee    | Xina Taipei     | 29 | 29 |    |      |
| 29                                | Diana Encinas-Evans | Mèxic           | 28 | 31 |    |      |
| 30                                | Song-Suk Kim        | Corea del Nord  | 31 | 27 |    |      |
| 31                                | Caryn Kadavy        | Estats Units    | 7  | 5  |    |      |